# Idaea nielseni
Idaea nielseni är en fjärilsart som beskrevs av Hedem 1879. Idaea nielseni ingår i släktet Idaea och familjen mätare. Inga underarter finns listade i Catalogue of Life.